# Doris Hart
Doris Hart (Saint Louis, 20 giugno 1925 – Coral Gables, 29 maggio 2015) è stata una tennista statunitense.
Grande protagonista degli anni quaranta e cinquanta, arrivò in vetta alla classifica mondiale sia in singolare che in doppio. Nella sua gloriosa carriera vinse in tutto ben 35 tornei del Grande Slam (6 in singolare, 14 in doppio e 15 in doppio misto). Memorabile fu l'edizione di Wimbledon del 1951, quando fu in grado di vincere il torneo in tutte e tre le specialità nella stessa giornata.
Lei, Martina Navratilová e Margaret Smith Court sono le uniche tenniste nella storia ad aver centrato il Boxed Set, ovvero la vittoria in tutte le specialità in tutti i tornei del Grande Slam, nel suo caso in era dilettantistica.

## Biografia
Nata il 20 giugno 1925, da bambina aveva un'infezione al ginocchio e per ristabilirsi iniziò a praticare il tennis Il primo titolo del Grande Slam lo conquista a Wimbledon '47 nel doppio femminile insieme a Patricia Todd. Nello stesso torneo raggiunge anche la finale del singolare, ma viene sconfitta da Margaret Osborne duPont. La Hart nel mentre frequentava ancora l'Università di Miami. L'anno successivo arriva il secondo titolo nel doppio femminile, questa volta al Roland Garros. Insieme alla Todd infatti sconfigge Shirley Fry e Mary Arnold Prentiss per 6-4, 6-2. Agli Australian Championships 1949 raggiunge la finale in tutte le specialità. Trionfa in singolare battendo Nancye Wynne Bolton e nel doppio misto dove assieme a Frank Sedgman supera il team australiano formato da Joyce Fitch e John Bromwich.
Non le riesce la tripletta a causa del doppio femminile perso insieme a Marie Toomey. Arriva ad un passo dall'impresa anche l'anno dopo, agli Australian Championships 1950 vince il doppio femminile insieme a Louise Brough, il doppio misto insieme a Frank Sedgman ma viene fermata nel singolare per mano di Louise Brough. Nello stesso anno agli Internazionali di Francia vince il primo titolo di doppio insieme a Shirley Fry, iniziando così una lunga serie di vittorie insieme alla statunitense. Nel singolare trionfa sconfiggendo la vecchia partner in doppio, Patricia Todd. 
Arriva ancora ad un passo dalla tripletta sia agli Internazionali d'Italia che agli Internazionali di Francia 1951. A Roma si aggiudica sia il singolare che il doppio, insieme alla Fry, ma nel doppio misto perde dalla sua compagna di doppio e dal filippino Felicisimo Ampon. A Parigi vince il doppio femminile, il doppio misto con Frank Sedgman ma nella finale del singolare è ancora la sua partner di doppio ad eliminarla per 6-3, 3-6, 6-3.
A Wimbledon '51 riesce finalmente nell'impresa vincendo i tornei di doppio insieme ai soliti Fry e Sedgman mentre nel singolare sconfigge Shirley Fry per 6-1, 6-0. Conquista altri due titoli dello Slam, agli U.S. National Championships 1951 vince il doppio insieme alla Fry ed il doppio misto insieme a Sedgman portando a sette il conto degli Slam vinti in un anno. Il 1952 comincia con un'altra tripletta, questa volta a Parigi ma con i soliti protagonisti. Nel singolare batte la Fry, anch'ella arrivata in finale in tutte le specialità, per 6-4, 6-4. Nel doppio in team con la Fry supera Hazel Redick-Smith e Julia Wipplinger per 7-5, 6-1. Nel misto insieme al fidato Sedgman elimina la Fry ed Eric Sturgess in tre set. A Wimbledon dello stesso anno conquista ancora i titoli di doppio e doppio misto insieme ai soliti partner mentre nel singolare si ferma solo ai quarti di finale venendo eliminata da Pat Todd.
Per chiudere l'anno al meglio si presenta alla finale di tutte le specialità agli U.S. National Championships. A New York esce vincitrice dai tornei di doppio ma nel singolare viene sconfitta da Maureen Connolly per 6-3, 7-5. Per la seconda stagione consecutiva sono sette i titoli dello Slam conquistati.
Nel 1953, al Foro Italico, vince nuovamente il singolare, prendendosi la rivincita sulla Connolly e il doppio misto, in coppia con Vic Seixas; sfiora la tripletta, perdendo la finale del doppio femminile, sempre insieme a Shirley Fry, dalla coppia Maureen Connolly e Julia Sampson. Al Roland Garros arrivano i soliti due titoli in doppio, con la Fry nel femminile e nel misto con il nuovo partner Vic Seixas. A Wimbledon arriva ancora una volta ad un passo dalla tripletta vincendo i tornei di doppio insieme alla Fry e a Vic Seixas ma nel singolare è ancora Maureen Connolly ad eliminarla, storia che si ripete alla stessa maniera agli U.S. National Championships di quell'anno, portando così a sei i titoli dello Slam in stagione.
A Wimbledon '54 il team Hart-Fry viene sconfitto in finale da Louise Brough e Margaret Osborne duPont mentre nel misto vince il titolo insieme a Seixas battendo proprio la duPont accompagnata da Ken Rosewall. Si riprende agli U.S. National Championships 1954 dove compie una tripletta storica. Infatti oltre ai titoli di doppio insieme a Shirley Fry e Vic Seixas conquista il titolo di singolare dopo cinque finali perse. Battendo Louise Brough vince l'unico titolo del Grande Slam che le mancava, avendo già completato la serie nel doppio femminile e doppio misto. Diventa così la prima tennista della storia a vincere il Super Slam, cioè ad aver conquistato nei quattro tornei dello Slam il titolo in tutte le specialità.
Nel 1955, l'ultimo anno prima del ritiro dimostra di essere ancora in forma vincendo il doppio misto a Wimbledon in coppia con Vic Seixas e con un'altra tripletta sfiorata agli U.S. National Championships. Vince infatti in singolare su Patricia Ward, il misto insieme a Seixas ma nel doppio femminile lei e Shirley Fry vengono sconfitte da Louise Brough e Margaret Osborne duPont. Chiude la carriera con 35 titoli dello Slam vinti: 6 in singolare, 14 nel doppio femminile e 15 nel doppio misto. Nel 1969 viene inserita nell'International Tennis Hall of Fame.
Ritiratasi nel 1955, muore nella sua casa di Coral Gables nel 2015, all'età di 89 anni.

## Statistiche

### Singolare

#### Vittorie (6)
| Anno | Torneo                                    | Avversaria in finale  | Punteggio     |
| 1949 | Australian Championships, Adelaide        | Nancye Wynne Bolton   | 6–3, 6–4      |
| 1950 | Internazionali di Francia, Parigi         | Patricia Canning Todd | 4-6, 6-3, 6-4 |
| 1951 | Torneo di Wimbledon, Londra               | Shirley Fry           | 6-1, 6-0      |
| 1952 | Internazionali di Francia, Parigi (2)     | Shirley Fry           | 6-4, 6-4      |
| 1954 | U.S. National Championships, New York     | Louise Brough         | 6-8, 6-1, 8-6 |
| 1955 | U.S. National Championships, New York (2) | Patricia Ward         | 6-4, 6-2      |

## Risultati in progressione

### Singolare
| Torneo                      | 1940  | 1941  | 1942  | 1943  | 1944  | 1945  | 19461 | 19471 | 1948  | 1949  | 1950  | 1951  | 1952  | 1953  | 1954  | 1955  | Carriera SR |
| --------------------------- | ----- | ----- | ----- | ----- | ----- | ----- | ----- | ----- | ----- | ----- | ----- | ----- | ----- | ----- | ----- | ----- | ----------- |
| Australian Championships    | A     | NH    | NH    | NH    | NH    | NH    | A     | A     | A     | V     | F     | A     | A     | A     | A     | A     | 1 / 2       |
| Internazionali di Francia   | NH    | R     | R     | R     | R     | A     | QF    | F     | SF    | A     | V     | F     | V     | F     | A     | A     | 2 / 7       |
| Wimbledon                   | NH    | NH    | NH    | NH    | NH    | NH    | QF    | F     | F     | A     | SF    | V     | QF    | F     | SF    | SF    | 1 / 9       |
| U.S. National Championships | 2T    | 1T    | QF    | SF    | QF    | SF    | F     | SF    | QF    | F     | F     | SF    | F     | F     | V     | V     | 2 / 16      |
| SR                          | 0 / 1 | 0 / 1 | 0 / 1 | 0 / 1 | 0 / 1 | 0 / 1 | 0 / 3 | 0 / 3 | 0 / 3 | 1 / 2 | 1 / 4 | 1 / 3 | 1 / 3 | 0 / 3 | 1 / 2 | 1 / 2 | 6 / 34      |

NH = torneo non giocato.

R = torneo riservato ai giocatori francesi e tenutosi sotto l'occupazione tedesca.

A = non ha partecipato.

1 Nel 1946 e 1947, gli Internazionali di Francia si sono giocati dopo Wimbledon.

### Doppio
| Torneo                      | 1940  | 1941  | 1942  | 1943  | 1944  | 1945  | 19461 | 19471 | 1948  | 1949  | 1950  | 1951  | 1952  | 1953  | 1954  | 1955  | Carriera SR |
| --------------------------- | ----- | ----- | ----- | ----- | ----- | ----- | ----- | ----- | ----- | ----- | ----- | ----- | ----- | ----- | ----- | ----- | ----------- |
| Australian Championships    | A     | A     | NH    | NH    | NH    | NH    | NH    | A     | A     | F     | V     | A     | A     | A     | A     | A     | 1 / 2       |
| Internazionali di Francia   | NH    | R     | R     | R     | R     | A     | F     | F     | V     | A     | V     | V     | V     | V     | A     | A     | 5 / 7       |
| Wimbledon                   | NH    | NH    | NH    | NH    | NH    | NH    | F     | V     | F     | A     | F     | V     | V     | V     | F     | SF    | 4 / 9       |
| U.S. National Championships | A     | A     | F     | F     | F     | F     | SF    | F     | F     | F     | F     | V     | V     | V     | V     | F     | 4 / 14      |
| SR                          | 0 / 0 | 0 / 0 | 0 / 1 | 0 / 1 | 0 / 1 | 0 / 1 | 0 / 3 | 1 / 3 | 1 / 3 | 0 / 2 | 2 / 4 | 3 / 3 | 3 / 3 | 3 / 3 | 1 / 2 | 0 / 2 | 14 / 32     |

### Doppio misto
| Torneo                      | 1940  | 1941  | 1942  | 1943  | 1944  | 1945  | 19461 | 19471 | 1948  | 1949  | 1950  | 1951  | 1952  | 1953  | 1954  | 1955  | Carriera SR |
| --------------------------- | ----- | ----- | ----- | ----- | ----- | ----- | ----- | ----- | ----- | ----- | ----- | ----- | ----- | ----- | ----- | ----- | ----------- |
| Australian Championships    | A     | A     | NH    | NH    | NH    | NH    | NH    | A     | A     | V     | V     | A     | A     | A     | A     | A     | 2 / 2       |
| Internazionali di Francia   | NH    | R     | R     | R     | R     | A     | 2T    | A     | F     | A     | 1T    | V     | V     | V     | A     | A     | 3 / 6       |
| Wimbledon                   | NH    | NH    | NH    | NH    | NH    | NH    | 4T    | SF    | F     | A     | SF    | V     | V     | V     | V     | V     | 5 / 9       |
| U.S. National Championships | A     | A     | 2T    | 1T    | QF    | F     | QF    | 1T    | SF    | QF    | F     | V     | V     | V     | V     | V     | 5 / 14      |
| SR                          | 0 / 0 | 0 / 0 | 0 / 1 | 0 / 1 | 0 / 1 | 0 / 1 | 0 / 3 | 0 / 2 | 0 / 3 | 1 / 2 | 1 / 4 | 3 / 3 | 3 / 3 | 3 / 3 | 2 / 2 | 2 / 2 | 15 / 31     |